# أوليكساندر سكيتشكو
أوليكساندر أولكساندروفيتش سكيتشكو (الأوكرانية: Олександр Олександрович Скічко; ولد في 28 أبريل 1991) ممثل كوميدي ومقدم برامج تلفزيونية أوكرانية اشتهر بتقديمه مسابقة الأغنية الأوروبية 2017 بصحبه فولوديمير أوستابتشوك وتيمور ميروشنيشنكو. أصبح سكيتشكو حاكم تشيركاسي أوبلاست من 29 يناير 2021 إلى 2 مارس 2022.

## روابط خارجية
- الموقع الرسمي
- أوليكساندر سكيتشكو على موقع IMDb (الإنجليزية)
- أوليكساندر سكيتشكو على موقع كينوبويسك (الروسية)